# Vườn quốc gia Crows Nest

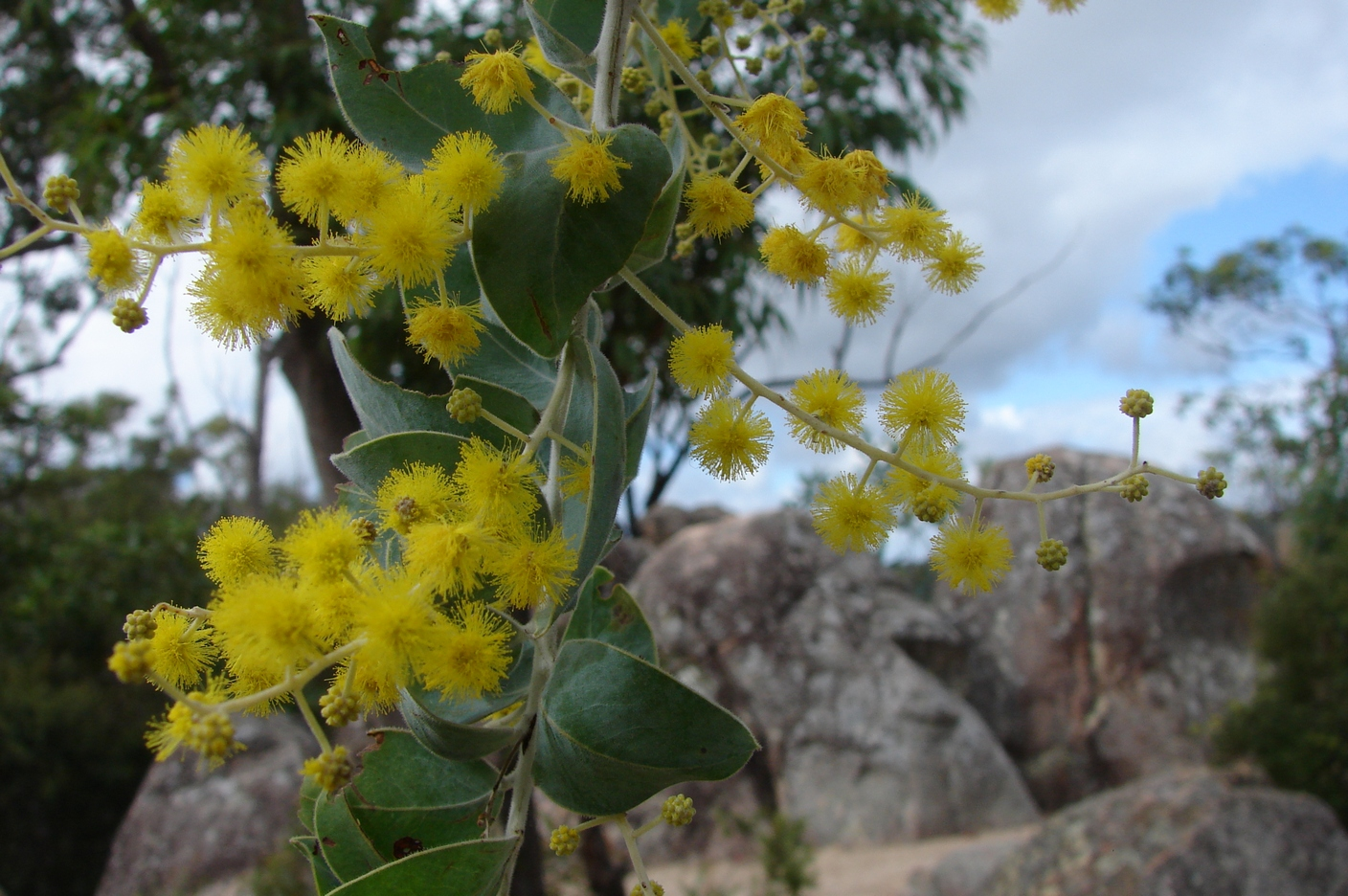
Vườn quốc gia Crows Nest

Vườn quốc gia Crows Nest là một vườn quốc gia ở bang Queensland, (Úc), cách thị trấn Esk 40 km về phía tây và cách thị trấn Crows Nest 6 km về phía đông.
Về địa chất, khu vực này phần lớn là granite với các ụ hình vòm trồi lên. Thực vật trong vườn quốc gia này phần lớn là rừng bạch đàn. Dọc theo các bờ của các vũng lạch cũng có các loài Aucaria cunninghamii (họ bách tán), Callistemon (cây sao nước rủ cành?), cây sồi cái bờ sông và cây dái ngựa đầm lầy.
Địa thế vườn quốc gia này khá gồ ghề. Trong vườn có thác nước và một hẻm núi lập lánh gọi là Valley of Diamonds (Thung lũng kim cương), vì khoáng chất fenspat lấp lánh trong ánh nắng.
Các hoạt động hấp dẫn du khách của vườn là các bãi hoa dại, quan sát các thú hoang và chim. Vườn cũng có các tiện nghi cho du khách cắm trại và picnic.

#### Dữ kiện
- Diện tích: 10.20 km²
- Tọa độ địa lý: 27°15′14″N 152°04′27″Đ / 27,25389°N 152,07417°Đ
- Ngày thành lập: 1992
- Cơ quan quản lý: Queensland Parks and Wildlife Service
- Loại IUCN: II